# روبن گایگو
روبن مارینلارنا گایِگو (‎/ˈruːbən ɡaɪˈɛɡoʊ/‎ ROO-bən gy-EH-goh ; متولد ۲۰ نوامبر ۱۹۷۹) سیاستمدار آمریکایی است که از سال ۲۰۱۵ نماینده ایالات متحده از حوزه سوم کنگره‌ای آریزونا بوده است. او که عضو حزب دموکرات است، نامزد آن حزب در انتخابات سنای ایالات متحده در سال ۲۰۲۴ در آریزونا است.
گایگو از اعضای مجلس نمایندگان آریزونا بود و در سال ۲۰۱۲ تا زمانی که برای شرکت در کنگره استعفا داد، دستیار رهبر اقلیت آن بود. گایگو اولین بار در سال ۲۰۱۴ به کنگره انتخاب شد. حوزه او شامل بیشتر مناطق جنوبی، غربی و مرکز شهر فینیکس و بخشی از گلندیل است.
گالیگو به عنوان رئیس ملی کمپین ریاست جمهوری ۲۰۲۰ اریک سوالول فعالیت کرد.
گالیگو که به عنوان یک سیاستمدار ترقی خواه در نظر گرفته می‌شود، از سناتور کیرستن سینما به دلیل مخالفت با اصلاحات فیلیباستر و قانون‌های پیشنهادی دموکرات‌ها انتقاد می‌کرد. اعضای حزب دموکرات و سازمان‌های لیبرال او را تشویق کردند تا او را در انتخابات به چاللش بکشد و در ژانویه ۲۰۲۳ او نامزدی خود را برای انتخابات سنای ایالات متحده در سال ۲۰۲۴ در آریزونا اعلام کرد. سینما از شرکت در  انتخابات کناره گرفت و این کرسی بدون یک رقیب مستقر شد. گایگو بدون مخالفت نامزدی دموکرات‌ها را به دست آورد و در انتخابات عمومی با نامزد جمهوری‌خواه، کری لیک، روزنامه‌نگار روبرو است.

## دوران اولیه زندگی و تحصیل
گالیگو در شیکاگو به دنیا آمد، و یک آمریکایی نسل دومی، با مادری کلمبیایی و پدری مکزیکی است.
گالگو به دانشگاه هاروارد رفت و در آنجا به عضویت سیگما کای درآمد و در سال ۲۰۰۴ بی ای در روابط بین‌الملل گرفت.